# Hôtel des Ysalguier
Ne doit pas être confondu avec la Maison Ysalguier, située à Auterive
L’hôtel des Ysalguier est un hôtel particulier, situé au no 18 rue Peyrolières, avec des entrées latérales aux no 2 rue Clémence-Isaure et no 1 rue de l'Écharpe, dans le centre historique de Toulouse. Même si l'hôtel de la famille Ysalguier (ou Isalguier) est presque complètement reconstruit au XVIIe siècle et encore remanié plusieurs fois aux siècles suivants, sa tour d'escalier construit au XIVe siècle est un des témoignages les plus anciens de l'architecture civile gothique de la ville.

## Histoire
La première mention de la famille Ysalguier apparaît dans le conseil capitulaire de la ville en 1295. Ils avaient leur sépulture dans une des chapelles du chapitre des Bénédictins de la Daurade. Raimond Ysalguier, changeur, est nommé liquidateur des biens confisqués aux Juifs lors de leur expulsion ordonnée par Philippe le Bel en 1306. Il fait fortune en rachetant presque l'ensemble des terrains confisqués dans ce quartier, particulièrement entre la rue Gipponières (actuelle rue de l'Écharpe), la rue Malcousinat (actuelle rue de la Bourse), et la ruelle qui prit par la suite le nom des Ysalguier (actuelle rue Clémence-Isaure). C'est sur ces parcelles qu'il a regroupées qu'il fait construire un vaste hôtel, qui s'organise autour d'une cour intérieure et s'enorgueillit d'une haute tour octogonale. Il conserve probablement des éléments plus anciens comme la façade de la rue Clémence-Isaure dans laquelle s'ouvrait déjà une fenêtre romane conservée jusqu'au XIXe siècle. Parvenu à la fortune, Raimond Ysalguier est capitoul en 1295, 1315 et 1320, avant d'être anobli en 1328. Les Ysalguier figurent ensuite de nombreuses fois dans le capitoulat au XIVe siècle comme au XVe siècle. Ils possèdent par ailleurs plusieurs seigneuries dans la région de Toulouse, en particulier Auterive, Clermont, Castelnau-d'Estrétefonds, Fourquevaux, Odars, Trébons et Pinsaguel. 
Entre 1442 et 1458, l'hôtel en façade sur la rue Peyrolières appartient encore à un certain Jacques Ysalguier, chevalier, seigneur d'Auterive, capitoul en 1437. Les deux autres immeubles de la rue Gipponières (actuels no 1 et 3 rue de l'Écharpe), sont aux mains d'autres membres de la famille : Odet Ysalguier, chevalier et capitoul en 1481, et Jean Ysalguier, chevalier et capitoul en 1412, 1421, 1427 et 1428. Mais à partir du XVe siècle, le rôle de la famille des Ysalguier s'efface peu à peu, tandis que sa fortune disparaît. L'hôtel est démembré et progressivement vendu à d'autres familles toulousaines. 
En 1541, l'hôtel est déjà passé à Bernard d'Ornesan, seigneur et baron de Saint-Blancard. Par sa fonction de capitaine des galères du roi, il avait été chargé par François Ier, en 1523, de venir à Toulouse pour rechercher les gens condamnés aux galères afin de les conduire à Marseille. Il est probable que c'est en revenant de ce voyage qu'il se fixe à Toulouse. L'immeuble passe, entre 1556 et 1565, à Rougier de Prat, puis, en 1566, à Martin de Garrat, marchand, qui le vend en 1607 à Bernard de La Roche-Flavin. Ce dernier, docteur en droit à 18 ans, conseiller au Présidial en 1574, avait été conseiller au Parlement de Paris en 1581 avant d'être reçu en 1583 président aux Requêtes au Parlement de Toulouse. Après sa mort, en 1627, ses fils vendent l'hôtel à Pierre Dortet avocat, seigneur de Ribonnet et co-seigneur de Beaumont-sur-Lèze. C'est probablement à cette époque que l'hôtel est profondément modifié : si la tour des Ysalguier et quelques fenêtres de la cour intérieure sont conservées, c'est l'ensemble de l'hôtel qui est reconstruit. Par la suite, il passe à Jean-Gabriel Durègne, seigneur de Launaguet, conseiller au Parlement en 1747, qui émigra en Espagne en 1790.
Pendant tout le XIXe siècle, jusqu'en 1896, l'immeuble est connu sous le nom d'hôtel d'Espagne. C'est là, comme à l'hôtel de l'Écharpe voisin (no 3 rue de l'Écharpe), que descendaient les diligences du Gers. Hôtels et diligences disparaissent progressivement après l'ouverture de la ligne de chemin de fer d'Auch en 1877.

## Description
L'édifice s'organise en plusieurs corps de bâtiment autour d'une cour intérieure. L'élévation sur la rue Peyrolières a cinq travées, la porte cochère est centrale, voûtée de brique et pierre alternées en plein cintre et couronnée d'une corniche, et une arcade de boutique se trouve à droite de la façade. L'élévation sur la rue de l'Écharpe a quatre travées et une arcade de boutique à gauche de la façade. L'élévation sur la rue Clémence-Isaure n'a que deux travées. L'élévation, sur deux étages carrés et comble à surcroît ouvert par des mirandes, est sur les trois côtés surmontée par une corniche moulurée. Les étages sont séparés par des cordons de brique typiques de l'architecture toulousaine au XVIIe siècle. Les fenêtres sont rectangulaires, couronnées d'une corniche et, pour celles du premier étage de la rue Peyrolières, ornées de garde-corps en fer forgé. 
Le portail s'ouvre sur un petit couloir débouchant sur la cour intérieure. Dans l'angle nord-ouest se trouve une tour octogonale de style gothique, datée du XIVe siècle. De 25 mètres de haut, elle comporte six étages et renferme la vis d'escalier de 92 marches de pierre. Au rez-de-chaussée, l'ancienne porte gothique est encore en partie visible, même si la nouvelle entrée a été portée un peu plus à gauche au XVIIe siècle. En pierre, son encadrement porte un décor de nervures croisées. La tour est éclairée par de petites fenêtres étroites modifiées au XVe siècle, mais on voit encore les arcs de brique de soutien qui surmontaient les anciennes, à côté et un peu au-dessous des nouvelles. Dans un angle de la vis, à la hauteur du premier étage, un personnage penché en avant tient un phylactère, tandis qu'au deuxième étage, ce sont deux personnages qui tiennent un blason.
La tour est enserrée entre un corps de bâtiment du XVIIe siècle, à l'ouest, et un corps plus ancien très remanié, au nord. Les fenêtres à croisillons de ce bâtiment ont un trumeau mouluré typique du XVe siècle. 
Le dernier vestige de l'époque romane, peut-être du XIIe siècle, une fenêtre géminée dont la colonnette était surmontée d'un chapiteau, est conservé par la Société archéologique du Midi de la France. Le chapiteau est décoré d'entrelacs à trois brins, celui du centre étant sculpté d'une série de têtes de perles ou de clous. Ce motif est à rapprocher d'un chapiteau du dernier atelier de la Daurade : « La chasse à l'ours ». Le tailloir est sculpté d'une série de losanges enchaînés les uns aux autres.

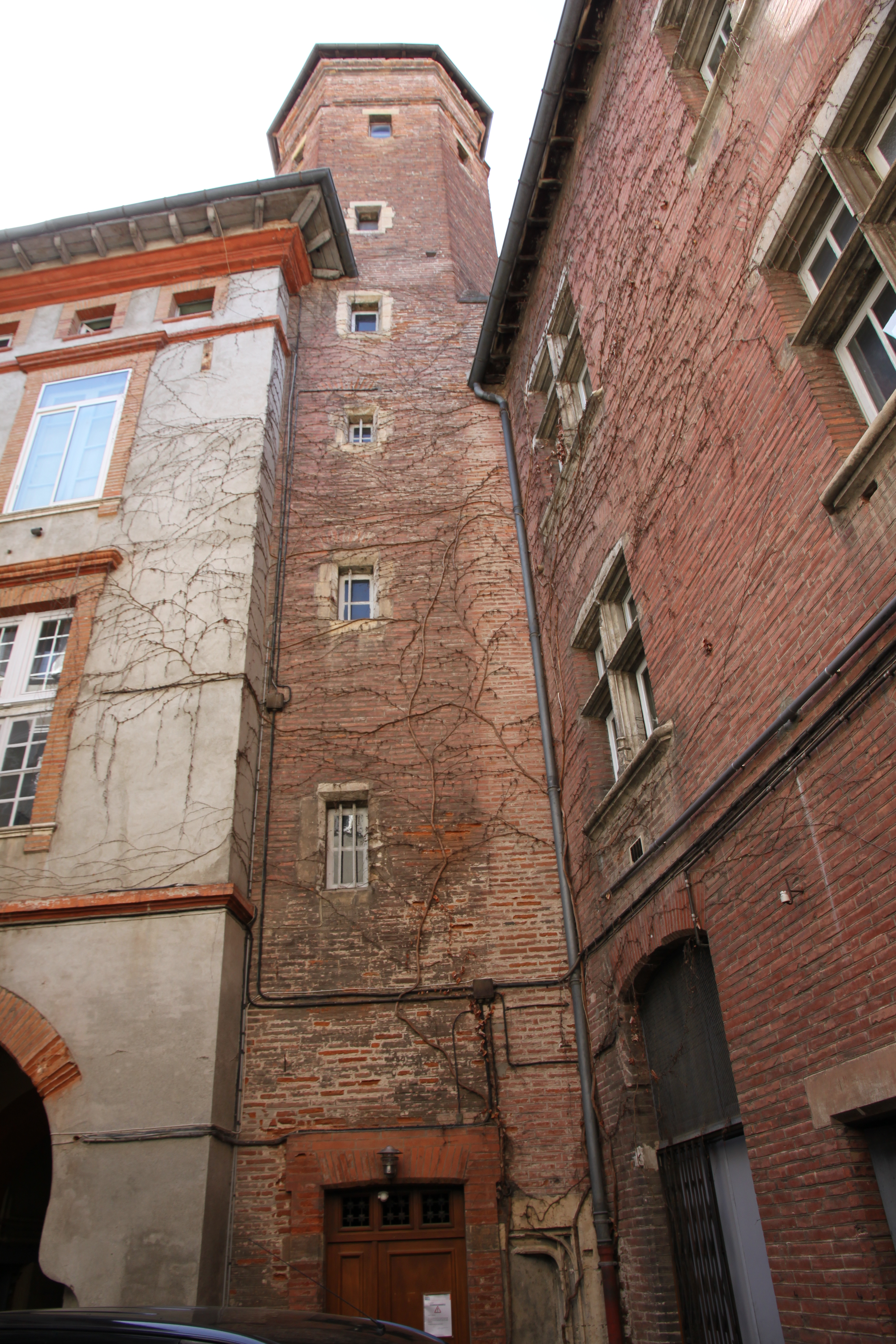
Tour dans la cour
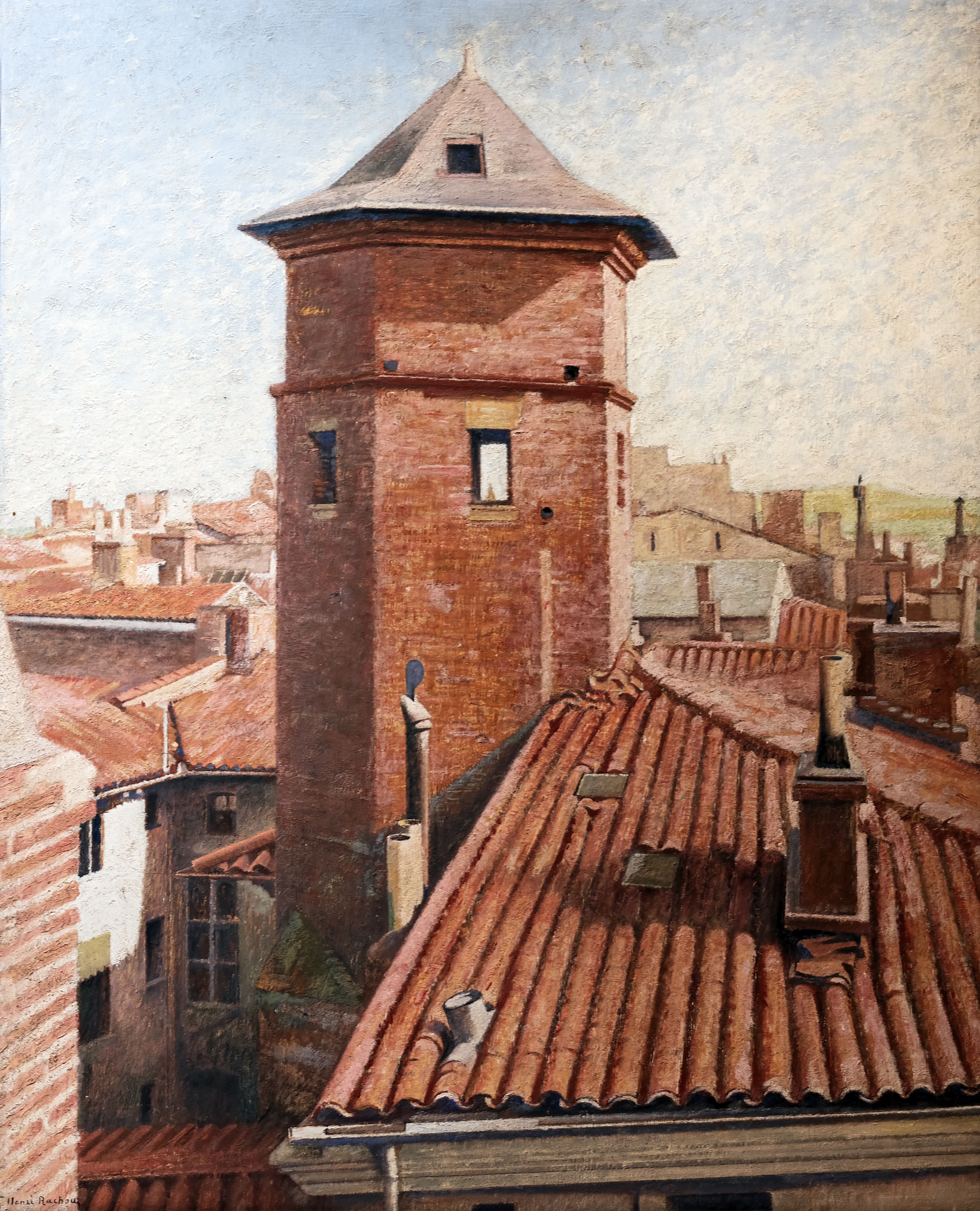
La Tour de l'Hôtel Ysalguier - Henri Rachou